# Friese doorloper
Een Friese doorloper (ook wel houtjes of botjes genoemd) is een type houten schaats, met één ijzer, die onder de schoen gebonden wordt. 

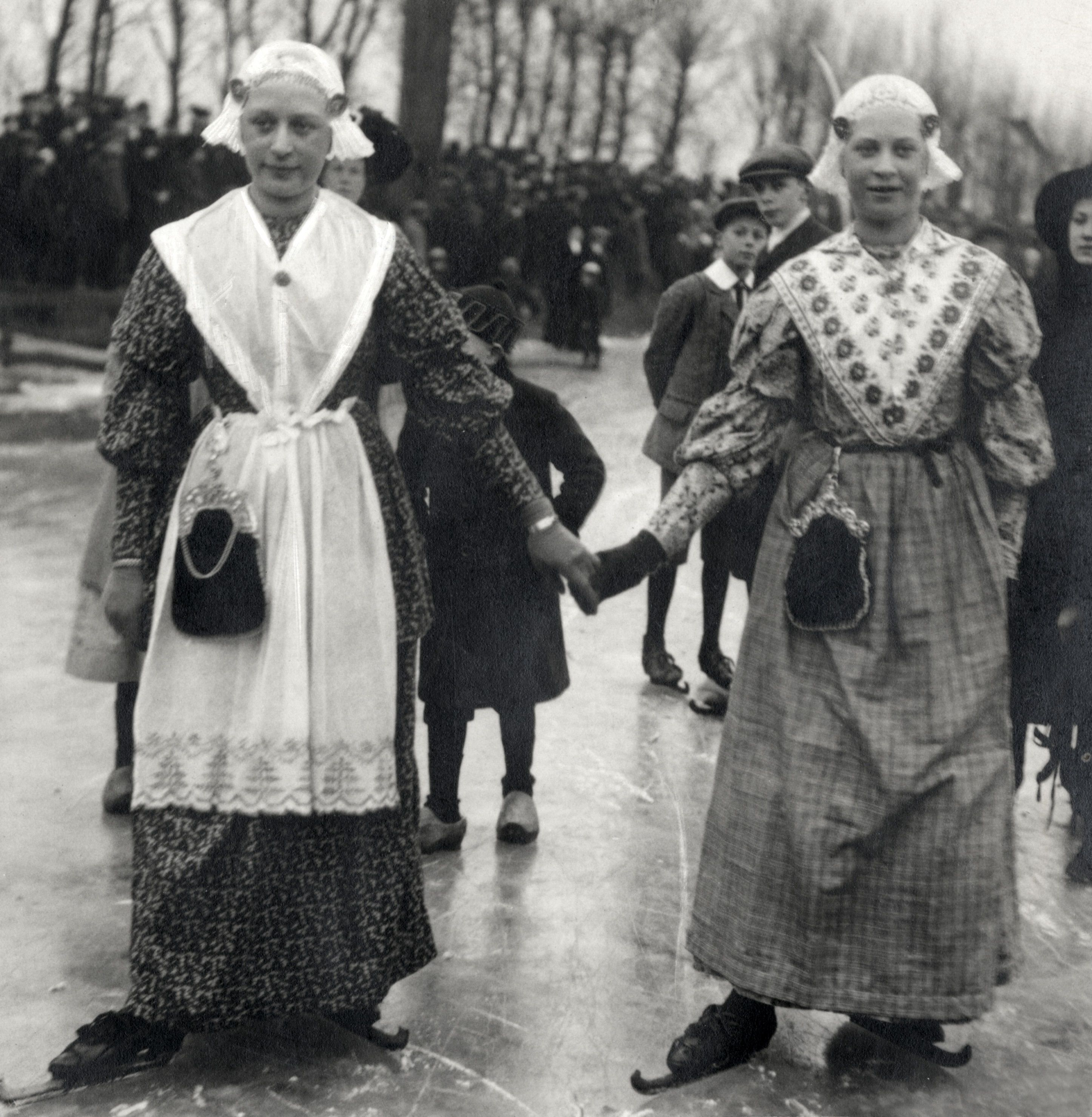
Twee dames in Friese klederdracht en op Friese doorlopers, tijdens schaatswedstrijden in Leeuwarden, Nederland 1914

Hoewel alle houten schaatsen vaak Friese doorloper worden genoemd, is de echte Friese doorloper een schaats waarbij het ijzer helemaal tot onder de hak doorloopt. Bij veel houten schaatsen stopt het ijzer halverwege de hak.

## Geschiedenis
In 1836 ontwierp de Engelse kunstrijder Henry Boswell uit Oxford een schaats waarbij het ijzer doorliep tot het einde van de hak. De doorloper van Boswell was speciaal ontworpen voor het kunstrijden. Naast het verlengen van het ijzer bij de hak, liet Boswell de hals weg. In feite benaderde deze schaats die uit het pioniersstadium (1200-1550). Boswell liet 50 paar van zijn prototype maken door een schaatsenmaker in Birmingham en gaf de schaatsen vervolgens aan rijders uit Oxford. Dit leidde tot de oprichting van de Oxford Skating Club. De door Boswell ontworpen schaatsen gaan de wereld in onder de naam Club-skates.
In 1855 ontwerpt ene Berney voor de hardrijder Larmen Register uit Southery in het Engelse Fendistrict een doorlopende schenkel voor zijn hardrijschaats, maar na enig proefrijden knipt Register de hak weer kort. Werd de doorlopende schenkel wel geaccepteerd voor het kunstrijden, voor het hardrijden bestond er nog een duidelijke aarzeling.
In 1859 is het de Amerikaan J.A. Welpley die een doorlopende hardrijschaats op de markt brengt onder de naam Long Reach, genoemd naar een traject van 14 mijl in de St. Johnrivier.
In Nederland werd het doorlopende ijzer pas in 1875 toegepast op de oude Friese schaats door de Friese schaatsenmakers A.K. Hoekstra uit Wergea en D.G. Minkema uit Oosterlittens. De Friese doorloper was geboren en zou een begrip worden in heel Nederland.
De doorloper is een geschikte toerschaats en het gevaar van achterovervallen is bij de doorloper aanzienlijk minder dan bij de Friese schaats. De Friese doorloper heeft de andere Nederlandse kortlopende schaatsen verdrongen. Vele schaatsenrijders en ook hardrijders bleven desondanks lange tijd vasthouden aan de Friese schaats met korte hak.
De IJlster schaatsenfabrikant H. Nauta speelde in een advertentie in het  Nieuws van de Dag van 16 december 1887 in op deze behoudende smaak van sommige Friese rijders door te stellen: ‘Geen doorloop-Schaatsen, die ondoelmatig zijn en schadelijk voor den Voet.’
In 1895 opende schaatser Henri Gorter de Stoom Schaatsenfabriek Hercules in Zwolle, een van de eerste fabrieken in Nederland waar schaatsen (deels) machinaal vervaardigd werden. Aanvankelijk was het belangrijkste product de noorse schaats, maar al snel werd het assortiment uitgebreid met Friese doorlopers, doorlopers en andere modellen.
Pas na 1900 won de doorloper echt terrein en heeft hij de Friese schaats in 1940 geheel verdrongen. Na 1945 wordt de Friese doorloper vrijwel synoniem voor de houten schaats.

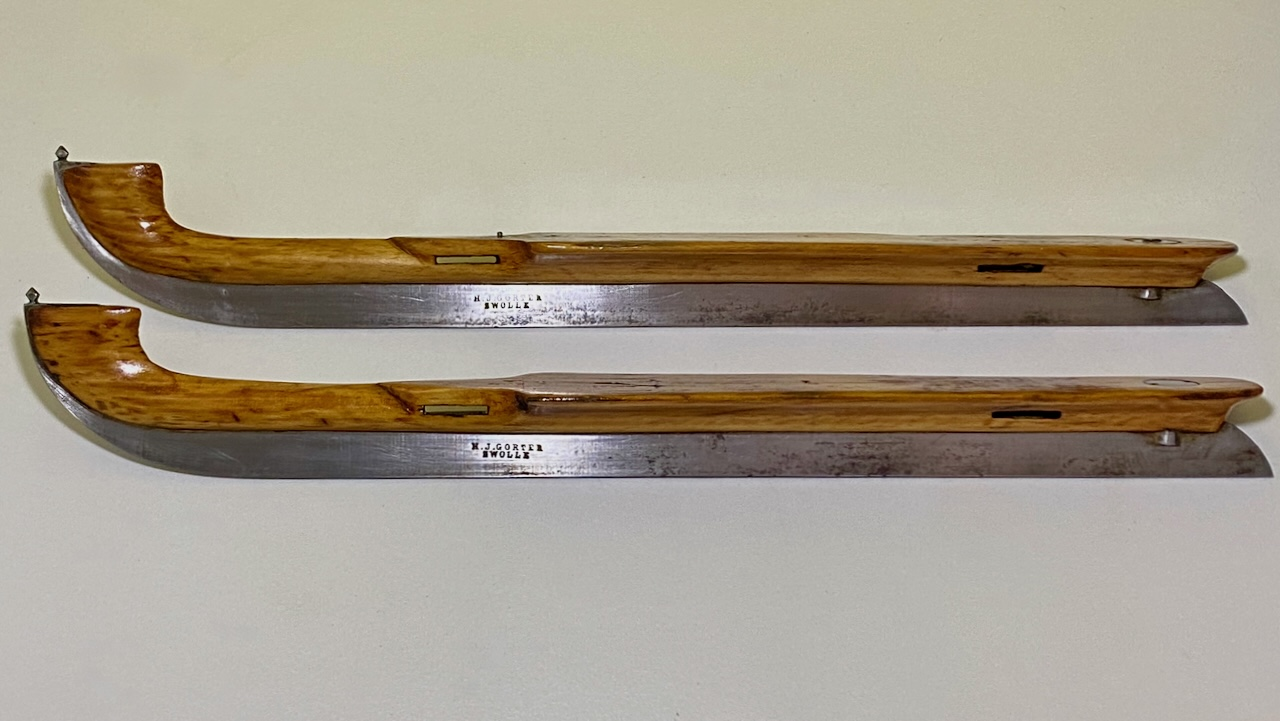
Friese Doorlopers, vervaardigd in Stoom Schaatsenfabriek Hercules van H.J. Gorter, Zwolle, ca. 1900.